# Pakistanische Cricket-Nationalmannschaft in Sri Lanka in der Saison 2005/06
Die Tour der pakistanischen Cricket-Nationalmannschaft nach Sri Lanka in der Saison 2005/06 fand vom 17. März bis zum 5. April 2006 statt. Die internationale Cricket-Tour war Bestandteil der Internationalen Cricket-Saison 2005/06 und umfasste zwei Tests und drei ODIs. Pakistan gewann die Test-Serie 1–0 und die ODI-Serie 2–0.

## Vorgeschichte
Sri Lanka spielte zuvor eine Tour gegen Bangladesch, Pakistan gegen Indien.
Das letzte Aufeinandertreffen der beiden Mannschaften bei einer Tour fand in der Saison 2004/05 in Pakistan statt.

## Stadien
Die folgenden Stadien wurden für die Tour als Austragungsort vorgesehen.
| Stadion                            | Stadt   | Kapazität | Spiele          |
| ---------------------------------- | ------- | --------- | --------------- |
| R. Premadasa Stadium (RPS)         | Colombo | 35.000    | 1. & 2. ODI     |
| Sinhalese Sports Club Ground (SSC) | Colombo | 10.000    | 1. Test; 3. ODI |
| Asgiriya Stadium                   | Kandy   | 10.300    | 2. Test         |

## Kaderlisten
Pakistan benannte seinen Kader am 10. März 2006.
Sri Lanka benannte seinen Kader am 23. März 2006.
| Test | Test | ODI | ODI |
| Sri Lanka | Pakistan | Sri Lanka | Pakistan |
| --- | --- | --- | --- |
| - Kumar Sangakkara (K) - Malinga Bandara - Tillakaratne Dilshan - Dilhara Fernando - Sanath Jayasuriya - Mahela Jayawardene - Nuwan Kulasekara - Farveez Maharoof - Lasith Malinga - Muttiah Muralitharan - Kumar Sangakkara (wk) - Thilan Samaraweera - Upul Tharanga | - Inzamam-ul-Haq (K) - Abdul Razzak - Danish Kaneria - Faisal Iqbal - Iftikhar Anjum - Imran Farhat - Kamran Akmal (wk) - Mohammad Yousuf - Shahid Afridi - Shoaib Malik - Umar Gul - Younis Khan | - Mahela Jayawardene (K) - Russel Arnold - Marvan Atapattu - Tillakaratne Dilshan - Mahela Jayawardene - Chamara Kapugedera - Nuwan Kulasekara - Kaushal Lokuarachchi - Farveez Maharoof - Lasith Malinga - Muttiah Muralitharan - Dammika Prasad - Kumar Sangakkara (wk) - Upul Tharanga | - Inzamam-ul-Haq (K) - Abdul Razzak - Iftikhar Anjum - Imran Farhat - Kamran Akmal (wk) - Mohammad Asif - Mohammad Yousuf - Naved-ul-Hasan - Salman Butt - Shahid Afridi - Shoaib Malik - Younis Khan |

## One-Day Internationals

### Erstes ODI in Colombo
| 17. März Scorecard | Colombo (RPS) | Pakistan 201-8 (50) | – | Sri Lanka |
|                    |               | No Result           |   |           |

### Zweites ODI in Colombo
| 19. März Scorecard | Colombo (RPS) | Sri Lanka 130 (44.2)           | – | Pakistan 134-6 (44.4) |
|                    |               | Pakistan gewinnt mit 4 Wickets |   |                       |

### Drittes ODI in Colombo
| 22. März Scorecard | Colombo (SSC) | Sri Lanka 224 (49.4)           | – | Pakistan 229-6 (45.2) |
|                    |               | Pakistan gewinnt mit 4 Wickets |   |                       |

## Tests

### Erster Test in Colombo
| 26. – 30. März Scorecard | Colombo (SSC) | Sri Lanka 185 (57.5) & 448-5d (128) | – | Pakistan 176 (54.4) & 337-4 (121) |
|                          |               | Remis                               |   |                                   |

### Zweiter Test in Kandy
| 3. – 5. April Scorecard | Kandy | Sri Lanka 279 (91.2) & 73 (24.5) | – | Pakistan 170 (52.4) & 183-2 (43.2) |
|                         |       | Pakistan gewinnt mit 8 Wickets   |   |                                    |